# إنغريد إيبرل
إنغريد إيبرل (بالألمانية: Ingrid Eberle)‏ هي متزحلقة نمساوية، ولدت في 3 يونيو 1957 في دورنبيرن في النمسا.

## وصلات خارجية
- إنغريد إيبرل على موقع الاتحاد الدولي للتزلج (التزلج على المنحدرات الثلجية) (الإنجليزية)
- إنغريد إيبرل على موقع أوليمبيديا (الإنجليزية)